# 남교트윈스타
남교트윈스타(영어: Namgyo Twin Star)는 대한민국 전라남도 목포시 남교동에 위치하고 있다.

## 같이 보기
- 대한민국의 마천루 목록
- 전라남도의 마천루 목록
- 목포시의 마천루 목록